# ساختمان نیاگارا موهاک
ساختمان نیاگارا موهاک (انگلیسی: Niagara Mohawk Building) یک ساختمان کلاسیک آرت دکو واقع در سیراکیوس، نیویورک است.